# Sven Göran Alw
Sven Göran Gabriel Alw, född 17 maj 1921 i Göteborg, död 14 april 1991 i Högalids församling i Stockholm, var en svensk skådespelare.
Sven Göran Alw var son till skådespelarna Gabriel Alw och Eva Scholander, dotter till lutsångaren Sven Scholander. De är alla begravda på Djursholms begravningsplats.
Hans bror Carl-Michael Alw var barnskådespelare i början av 1940-talet.

## Filmografi
- 1939 – Kadettkamrater
- 1940 – Juninatten
- 1943 – I brist på bevis
- 1944 – Kärlekslivets offer

## Teater

### Roller (ej komplett)
| År   | Roll        | Produktion                        | Regi             | Teater        |
| ---- | ----------- | --------------------------------- | ---------------- | ------------- |
| 1942 | Signalisten | Beredskap Gunnar Ahlström         | Alf Sjöberg      | Dramaten      |
| 1947 | En ficktjuv | Cyrano de Bergerac Edmond Rostand | Sandro Malmquist | Oscarsteatern |

## Radioteater
| År   | Roll     | Produktion                                         | Regi        |
| ---- | -------- | -------------------------------------------------- | ----------- |
| 1950 | Lindgren | Hillmans detektivbyrå: Naturlig död? Folke Mellvig | Lars Madsén |